# Canoa/kayak ai XVIII Giochi panamericani
La canoa ai XVIII Giochi panamericani ha visto competere i concorrenti in due diverse discipline: le gare di canoa-sprint si sono disputate dal 27 al 30 luglio nella baia di Paracas a Huacho, mentre quelle di canoa slalom si sono svolte dal 2 al 4 agosto nelle acque del Rio Canete, nella Provincia di Cañete. Sono state assegnate 18 medaglie d'oro, 12 nello sprint e 6 nello slalom.

## Risultati

### Uomini
| Evento     | Oro                                                                        | Argento                                                      | Bronzo                                                                |
| Sprint     |                                                                            |                                                              |                                                                       |
| C1 - 1000m | Isaquias Queiroz                                                           | Fernando Jorge                                               | Drew Hodges                                                           |
| C2 - 1000m | Cuba Serguey Torres Fernando Jorge                                         | Canada Craig Spence Drew Hodges                              | Messico Guillermo Quirino Rigoberto Camilo                            |
| K1 - 200m  | Dominik Crête                                                              | César de Cesare                                              | Rubén Rézola                                                          |
| K1 - 1000m | Agustin Vernice                                                            | Marshall Hughes                                              | Vagner Souta                                                          |
| K2 - 1000m | Argentina Manuel Lascano Agustin Vernice                                   | Canada Jarret Kenke Jacob Steele                             | Messico Mauricio Figueroa Osbaldo Fuentes                             |
| K4 - 500m  | Argentina Manuel Lascano Juan Cáceres Ezequiel Di Giacomo Gonzalo Carreras | Cuba Reinier Carrera Renier Mora Robert Benítez Fidel Vargas | Messico Javier Lopez Juan Rodriguez Mauricio Figueroa Osbaldo Fuentes |
| Slalom     |                                                                            |                                                              |                                                                       |
| C1         | Zachary Lokken                                                             | Sebastian Rossi                                              | Felipe Borges                                                         |
| K1         | Pedro Gonçalves                                                            | Lucas Rossi                                                  | Keenan Simpson                                                        |
| K1 extreme | Pedro Gonçalves                                                            | Joshua Joseph                                                | Keenan Simpson                                                        |

### Donne
| Evento     | Oro                                                                     | Argento                                                                    | Bronzo                                                              |
| Sprint     |                                                                         |                                                                            |                                                                     |
| C1 - 200m  | Nevin Harisson                                                          | María Mailliard                                                            | Mayvihanet Borges                                                   |
| C2 - 500m  | Cuba Mayvihanet Borges Katherin Nuevo                                   | Cile María Mailliard Karen Roco                                            | Canada Rowan Hardykavanagh Anne Lavoieparent                        |
| K1 - 200m  | Sabrina Ameghino                                                        | Andréanne Langlois                                                         | Beatriz Briones                                                     |
| K1 - 500m  | Beatriz Briones                                                         | Andréanne Langlois                                                         | Ana Paula Vergutz                                                   |
| K2 - 500m  | Canada Andréanne Langlois Alanna Bray-Lougheed                          | Argentina Maria Garro Brenda Rojas                                         | Messico Beatriz Briones Karina Alanis                               |
| K4 - 500m  | Canada Andréanne Langlois Alexa Irvin Alanna Bray-Lougheed Anna Negulic | Messico Beatriz Briones Karina Alanis Brenda Gutierrez Maricela Montemayor | Argentina Maria Garro Micaela Maslein Brenda Rojas Sabrina Ameghino |
| Slalom     |                                                                         |                                                                            |                                                                     |
| C1         | Ana Sátila                                                              | Lois Betteridge                                                            | Michaela Corcoran                                                   |
| K1         | Evy Leibfarth                                                           | Nadia Riquelme                                                             | Sofia Reinoso                                                       |
| K1 extreme | Ana Sátila                                                              | Evy Leibfarth                                                              | Sofia Reinoso                                                       |

## Medagliere
| Posizione | Nazione     | Oro | Argento | Bronzo | Totale |
| --------- | ----------- | --- | ------- | ------ | ------ |
| 1         | Brasile     | 5   | 0       | 3      | 8      |
| 2         | Argentina   | 4   | 4       | 2      | 10     |
| 3         | Canada      | 3   | 6       | 4      | 13     |
| 4         | Stati Uniti | 3   | 2       | 1      | 6      |
| 5         | Cuba        | 2   | 2       | 1      | 5      |
| 6         | Messico     | 1   | 1       | 7      | 9      |
| 7         | Cile        | 0   | 2       | 0      | 2      |
| 8         | Ecuador     | 0   | 1       | 0      | 1      |
| Totale    | Totale      | 12  | 12      | 12     | 36     |